# Spirobolus colubrinus
Spirobolus colubrinus är en mångfotingart som beskrevs av Koch 1865. Spirobolus colubrinus ingår i släktet Spirobolus och familjen Spirobolidae. Inga underarter finns listade i Catalogue of Life.